# Список автомобилей Rolls-Royce

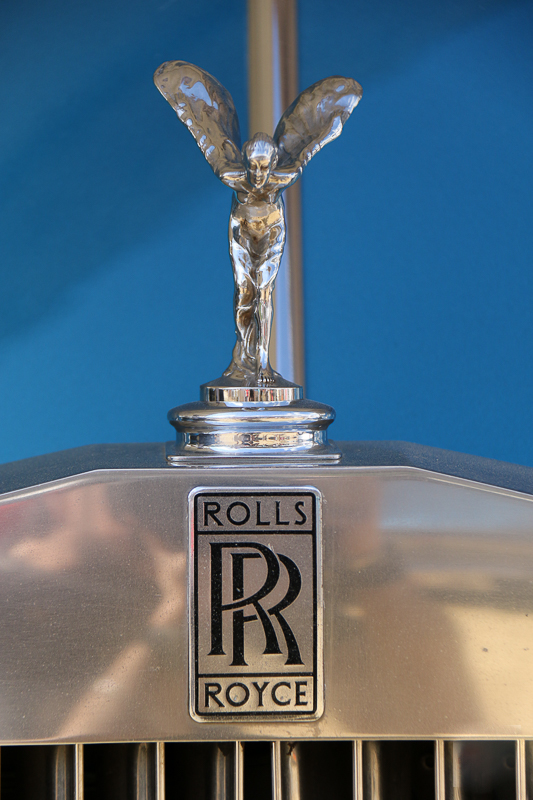

Список автомобилей, выпущенных под маркой Rolls-Royce следующими фирмами:
- Rolls-Royce Limited (1906—1973), основанной Чарльзом Роллсом и Генри Ройсом;
- Rolls-Royce Motors (1973—2003), приобретённого компанией Vickers автомобильного подразделения, которое появилось после раздела Rolls-Royce Limited;
- Rolls-Royce Motor Cars (2003—н. в.), перекупленной у Vickers компанией BMW.

## Автомобили
- 10hp (1904—1906)

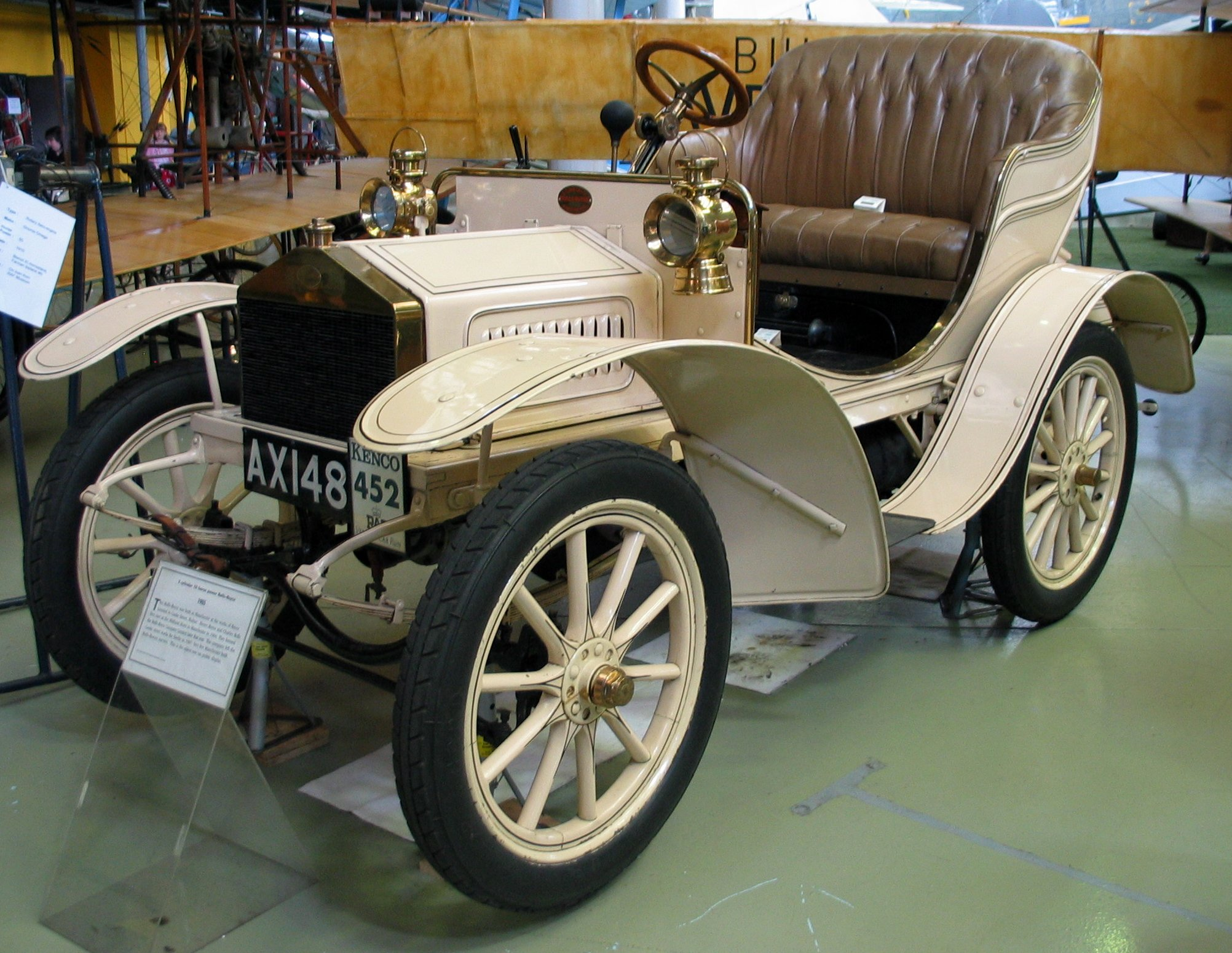
1905 Rolls-Royce 10hp

Первый Rolls-Royce. Автомобиль оснащался двухцилиндровый двигателем рабочим объёмом 1995 см³ мощностью 12 л. с. и развивал максимальную скорость 60 км/ч. Всего было изготовлено 10 автомобилей.
- 15hp (1905)

Этот автомобиль имел трёхцилиндровый двигатель рабочим объёмом 3089 см³ мощностью 15 л. с. Развивал скорость до 60 км/ч. Всего было изготовлено 6 экземпляров.
- 20hp (1905—1906)

Существовало три базовых версии модели 20 hp: облегчённая (light chassis), TT Replica и усиленная (heavy chassis). Рядный четырёхцилиндровый двигатель при рабочем объёме в 4118 см³ развивал 20 л. с. Автомобили на усиленном шасси разгонялись до 70 км/ч, а на облегчённом — до 80 км/ч. Наиболее известными версиями модели являлись: Tourer, TT Replica и Roi-des-Belges. Всего было выпущено 40 автомобилей.
- 30hp (1905—1906)

Рядный шестицилиндровый двигатель рабочим объёмом 6177 см³ развивал мощность 30 л. с. и разгонял автомобили с кузовами туринг и пульман от Barker до 90 км/ч. Всего было изготовлено 37 автомобилей.
- V8 (1905—1906)

Первая попытка создания V-образного восьмицилиндрового двигателя оказалась неудачной. Было изготовлено всего три автомобиля с таким мотором, которые не пользовались популярностью.
- 40/50 hp Silver Ghost (1907—1925)

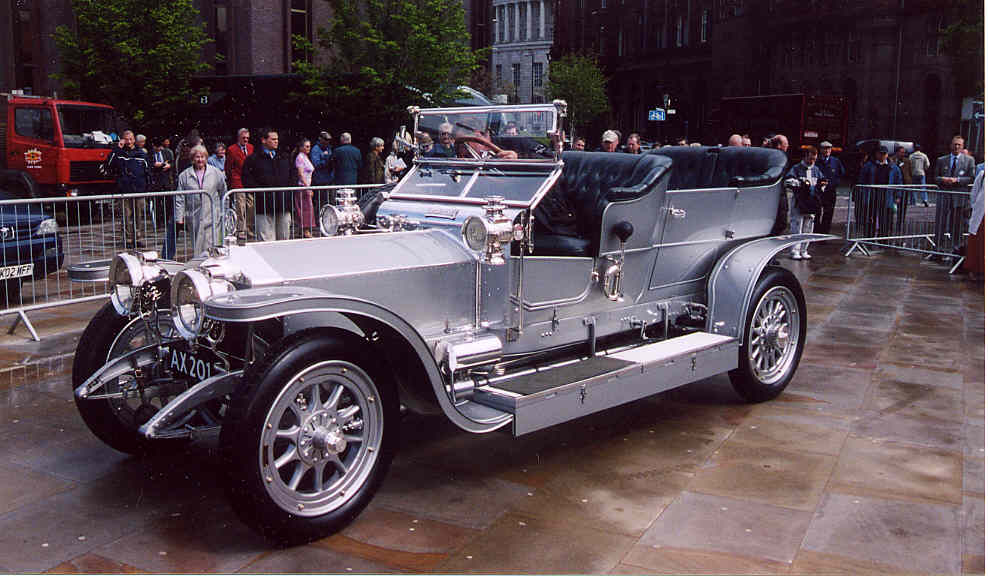
Rolls-Royce Silver Ghost

Бессмертный Призрак (Ghost) производился в течение 18 лет. Двигатель рабочим объёмом 7036 см³
был рядным шестицилиндровым составленным из двух блоков по три цилиндра. В 1909 году его объём был увеличен до 7428 см³ и он стал развивать мощность 48 л. с. Наиболее известными кузовами, которыми оснащался автомобиль являлись: London-Edinburgh, ландо производства Hooper и кузова изготовления Barker, включая кабриолеты. Всего было выпущено 6173 автомобиля.
- 20hp[англ.] (1922—1929)

Первый небольшой Rolls-Royce. Рядный шестицилиндровый двигатель рабочим объёмом 3127 см³ разгонял автомобиль до 100 км/ч или, с более лёгким кузовом, до 115 км/ч. Наиболее часто устанавливаемыми на модель кузовами были туринг и седан изготовления Barker. Всего было сделано 2940 автомобилей.
- New Phantom (Phantom I) (1925—1929)

Замена древнего Silver Ghost, Phantom имел рядный шестицилиндровый двигатель рабочим объёмом 7668 см³, который развивал мощность 108 л. с. и мог разогнать автомобиль до 135 км/ч. Phantom производился одновременно в Великобритании и в США. Всего было изготовлено 3514 автомобилей, 2271 штук в Дерби и 1243 — в Спрингфилде.
- Phantom II (1929—1935)

Использующая тот же 7,6-литровый рядный шестицилиндровый двигатель, модель Phantom II имела усовершенствованное шасси. Наиболее известными кузовами автомобиля были: седаны и торпедо изготовления Barker и купе Park Ward Continental. Всего было сделано 1555 автомобилей с правым рулём и 125 — с левым.
- Phantom III[англ.] (1936—1939)

Первый Rolls-Royce с V-образным восьмицилиндровым двигателем рабочим объёмом 7340 см³. Наиболее известные типы кузовов: лимузины и брогамы производства Park Ward и Hooper. Мощный лимузин Park Ward развивал максимальную скорость 150 км/ч и разгонялся до 96,5 км/ч (60 миль в час) за 16,8 секунд. Всего было изготовлено 727 автомобилей.
- 20/25[англ.] (1929—1936)

Небольшой Rolls-Royce подрос и рабочий объём его шестицилиндрового двигателя мощностью 20 л. с. был увеличен до 3699 см³. В 1931 году на тестах автомобиль разгонялся до 110 км/ч, в 1935 году его скорость возросла до 120 км/ч. Всего было выпущено 3827 автомобилей.
- 25/30[англ.] (1936—1938)

Рабочий объём двигателя этой модели был увеличен ещё больше, до 4257 см³. Развиваемая им мощность, примерно 115 л. с., позволяла автомобилю достигать скорости 130 км/ч. Всего был сделан 1201 экземпляр.
- Wraith[англ.] (1938—1939)

Модель Wraith была преемницей 25/30, оснащалась четырёхцилиндровым двигателем, который разгонял автомобиль до 100—115 км/ч. Использовались кузова типа седан и лимузин изготовления Park Ward и седаны H.J. Mulliner. До начала войны был изготовлен 491 автомобиль.
- Silver Wraith[англ.] (1947—1959)

Все автомобили Silver Wraith оснащались заказными кузовами, такими как: брогамы изготовления H.J. Mulliner и лимузины производства Hooper. Двигатель рабочим объёмом 4887 см³ вполне подходил этим довольно тяжёлым автомобилям. Всего было выпущено 1883 автомобиля.
- Silver Dawn[англ.] (1949—1955)

Это был первый автомобиль Rolls-Royce с полностью стальным кузовом. Всего лишь несколько автомобилей имели заказные кузова, в настоящее время они являются коллекционной редкостью. Рабочий объём шестицилиндрового рядного двигателя в 4257 см³ был увеличен до 4,5 литров в 1951 году, а затем — до 4,9 литров в 1954-м. Всего было изготовлено 785 автомобилей.
- Silver Cloud I (1955—1959)

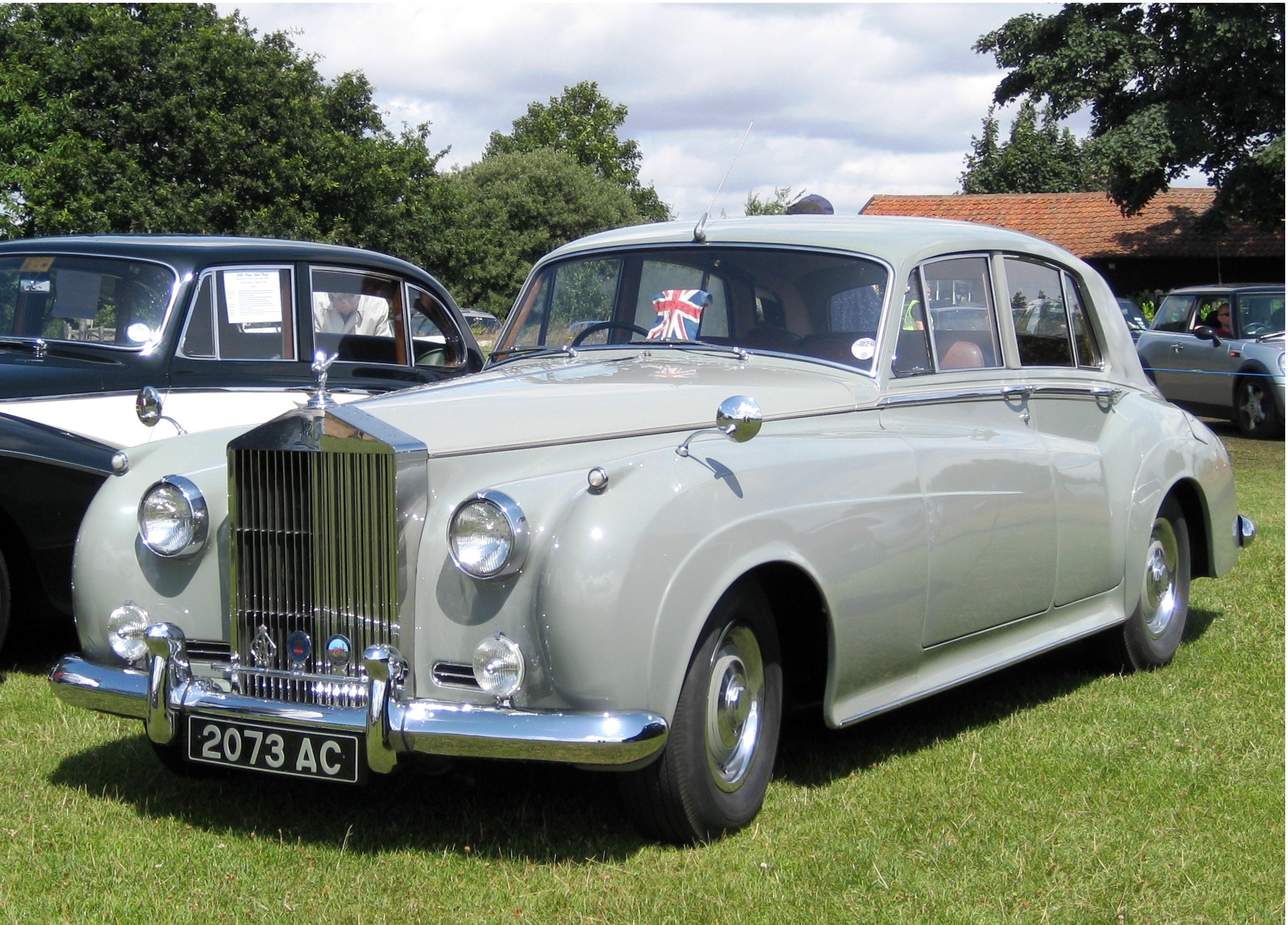
1959 Rolls Royce Silver Cloud

Автомобиль с полностью новым исключительной красоты стальным кузовом использовал тот же двигатель рабочим объёмом 4887 см³, что и модель Dawn. Он мог оборудоваться либо автоматической трансмиссией, либо механической коробкой передач. Максимальная скорость автомобиля достигала 170 км/ч. Всего было сделано 2359 экземпляров.
- Silver Cloud II (1959—1962)

Эта модель имела тот же кузов, что и ранее, но оснащалась полностью новым V-образным восьмицилиндровым двигателем рабочим объёмом 6230 см³ мощностью 185 л. с., который разгонял её до 180 км/ч. Всего было изготовлено 2116 автомобилей.
- Silver Cloud III (1959—1962)

Отличался от модели Silver Cloud II более низкой линией капота и сдвоенными фарами. Мощность двигателя возросла до 200 л. с., что позволяло ему развивать скорость до 190 км/ч. Из 2376 изготовленных автомобилей 79 имели заказные кузова.
- Silver Shadow I (1965—1976)

Продолжая использовать тот же V-образный восьмицилиндровый двигатель, что и раньше, модель имела новый несущий кузов, впервые в истории фирмы. Гидропневматическая подвеска обеспечивала отменную плавность хода и поддерживала постоянной высоту кузова. Мощность двигателя была увеличена до 220 л. с. а максимальная скорость достигала 185 км/ч. Всего было сделано 16 717 автомобилей.
- Silver Shadow II (1977—1981)

Автомобиль Shadow II был улучшенной версией предыдущей модели с немного изменённым внешним видом и лучшей управляемостью. Скоростные характеристики остались без изменений. Всего было выпущено 34 611 автомобилей.
- Phantom IV (1950—1956)

Редчайший Rolls-Royce специально созданный для королевских особ и глав государств. Использовал рядный восьмицилиндровый двигатель рабочим объёмом 5677 см³ совместно с механической трансмиссией. Всего было изготовлено 18 экземпляров.
- Phantom V и Phantom VI (1959—1991)

Модели оснащались V-образным восьмицилиндровым двигателем и заказными кузовами. Находились в производстве долгое время, оставаясь единственными автомобилями Rolls-Royce с традиционным раздельным кузовом и шасси. Всего было изготовлено 516 экземпляров Phantom V и 373 Phantom VI.
- Corniche (1971—1987)

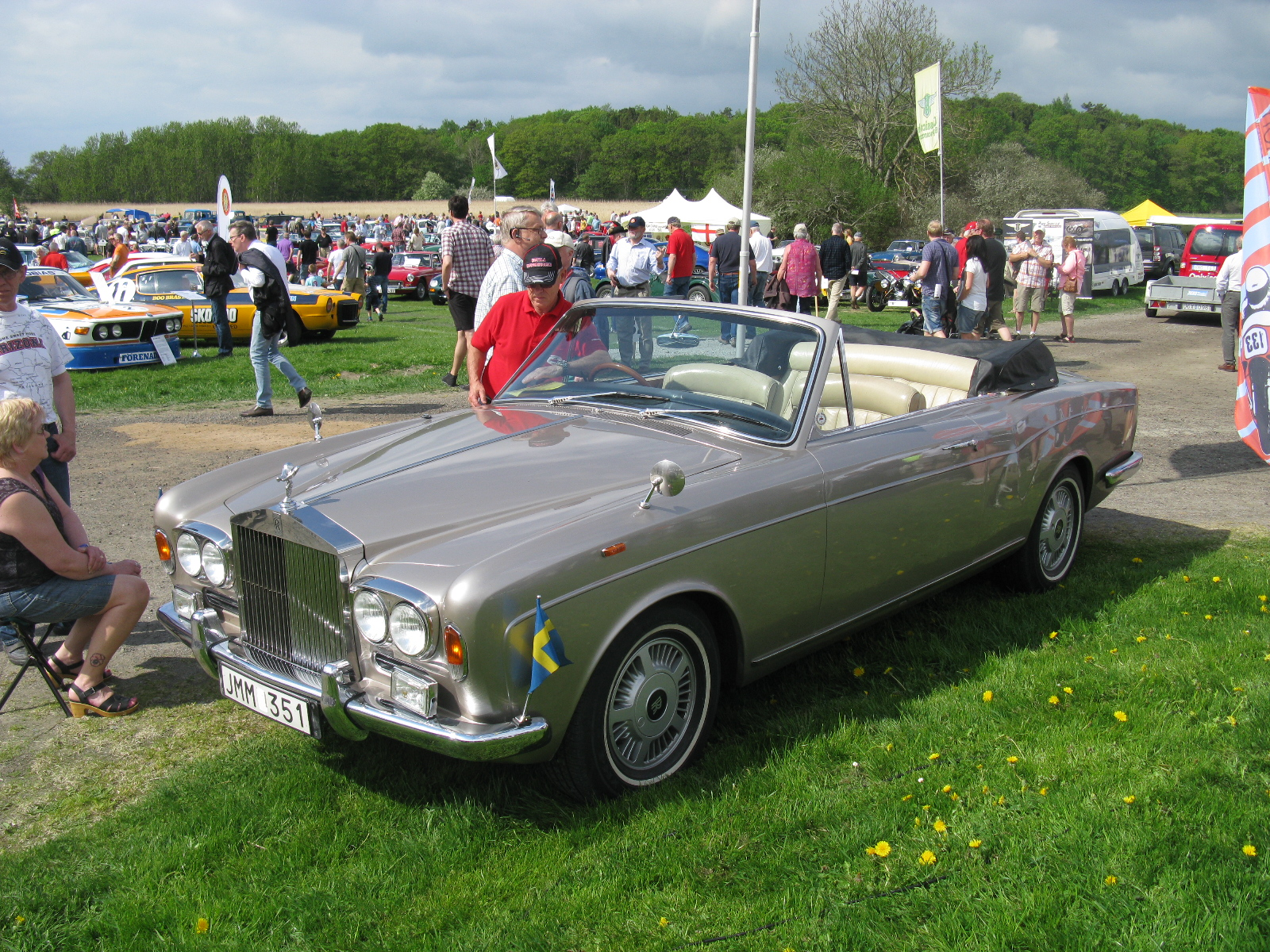
Rolls Royce Corniche

Стильный двухдверный автомобиль базировался на агрегатах модели Silver Shadow, но имел сделанный вручную на фирме Mulliner Park Ward кузов типа кабриолет или хардтоп. Всего было изготовлено 1306 автомобилей.
- Corniche II (1987—1989)

В отличие от предыдущей модели выпускался только с открытым кузовом кабриолет.
Всего было сделано 1226 автомобилей.
- Corniche III (1990—1991)

Открытые автомобили этого поколения были созданы с учётом всех технических изменений моделей Silver Spirit II и Silver Spur II.
Всего был собран 451 экземпляр.
- Corniche IV (1992—1995)

После закрытия фирмы Mulliner Park Ward, производство этих грандиозных автомобилей было завершено.
Всего было произведено 219 автомобилей.
- Corniche S (1995)

Заключительная, особая партия в 25 экземпляров этой модели, которая находилась в производстве дольше любого другого автомобиля Rolls-Royce.
- Camargue (1975—1986)

Так же как и модель Corniche этот автомобиль базировался на платформе Silver Shadow и имел заказной кузов изготовления Mulliner Park Ward разработанный итальянской дизайнерской фирмой Pininfarina. Двухдверное купе было первым автомобилем Rolls-Royce с метрическими размерами. Всего было изготовлено 525 экземпляров.
- Silver Spirit (1980—1989)

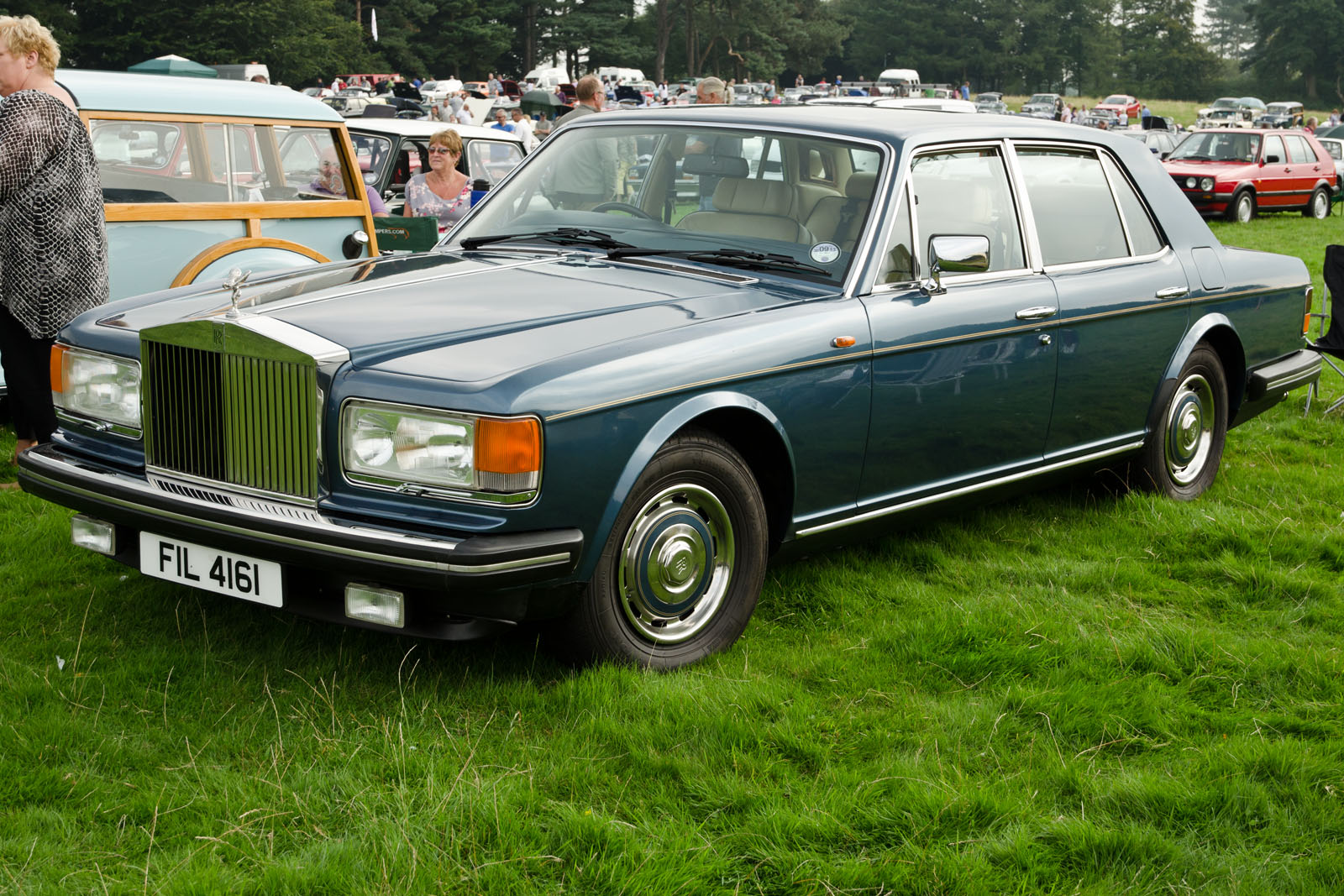
1984 Rolls Royce Silver Spirit

Автомобиль был создан на основе модели Silver Shadow, но с новым более современным и элегантным кузовом. Всего было произведено 8125 экземпляров.
- Silver Spur (1980—1989)

Версия модели Silver Spirit с удлинённой колесной базой. В ознаменование столетия марки в 1985 году было изготовлено 25 юбилейных автомобилей. Всего было сделано 6214 экземпляров модели.
- Silver Spur Limousine (1982—1999)

Версия модели Silver Spur с удлинённым кузовом типа лимузин. Всего был изготовлен 101 автомобиль.
- Silver Spirit II/Spur II (1990—1993)

Внешне модели практически не изменились, но на них стали устанавливать управляемую электроникой подвеску, которая радикально улучшила плавность хода и управляемость. Всего было изготовлено 1152 автомобиля Silver Spirit II и 1658 автомобилей Silver Spur II.
- Mulliner Spur (1990—1991)

Ограниченная партия длиннобазной модели Silver Spur II, изготовленная в мастерской Mulliner Park Ward. Всего был сделан 71 автомобиль.
- Silver Spirit III/Spur III (1994—1995)

Был серьёзно модернизирован двигатель автомобилей, который теперь отвечал всем требованиям к токсичности выбросов. Всего было выпущено 234 автомобиля Silver Spirit III и 465 автомобилей Silver Spur III.
- Touring Limousine (1992—1997)

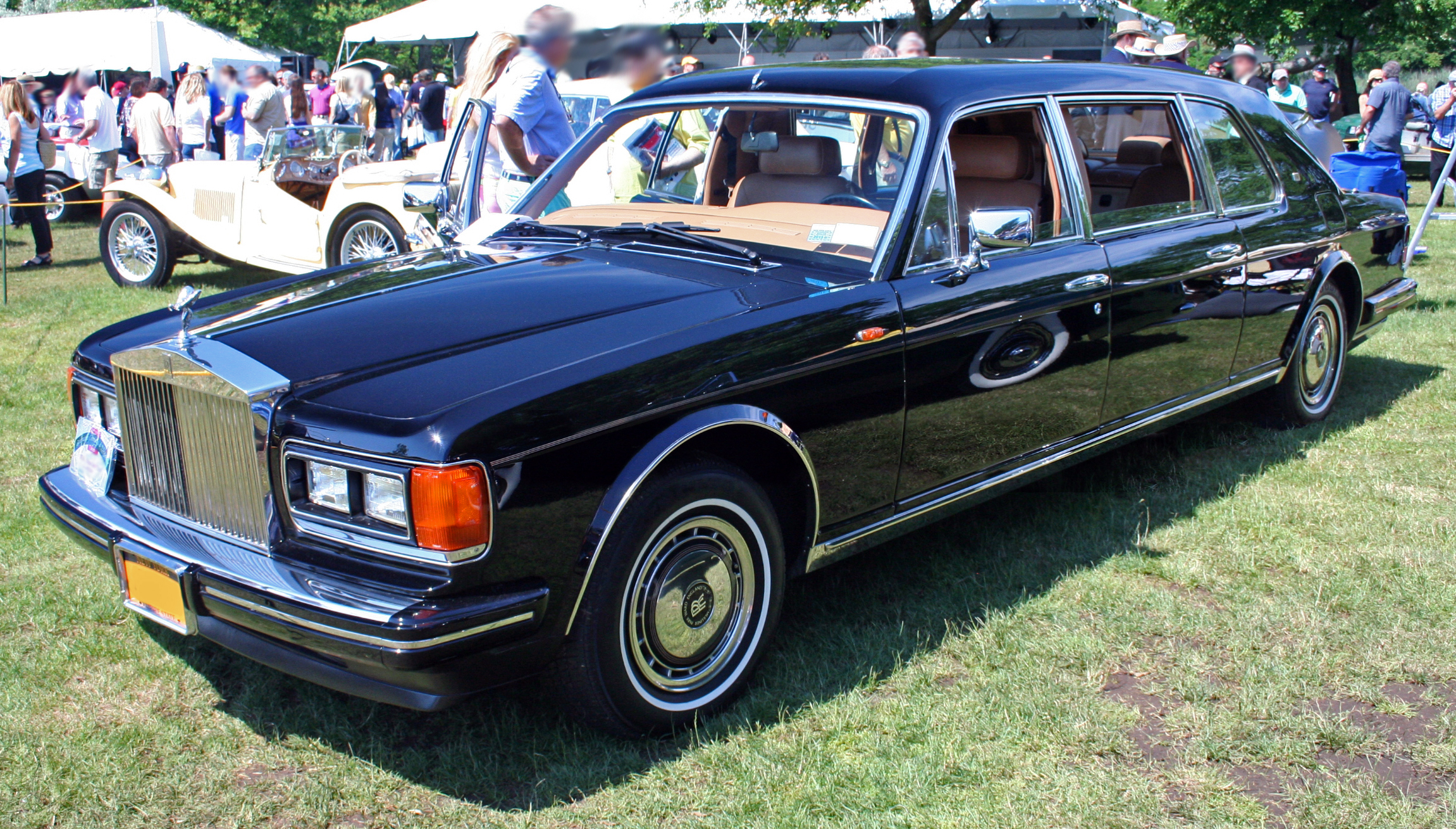
1993 Rolls Royce Touring Limousine

Удлинённые лимузины на базе моделей Silver Spur II и Silver Spur III. Всего было сделано 103 автомобиля.
- Silver Dawn (1995—1998)

Версия длиннобазной модели Silver Spur для американского рынка с немного упрощённой отделкой. Всего было произведено 237 автомобилей.
- Silver Spirit (96) (1996—1997) и Silver Spur (96) (1996—2000)

Всего было изготовлено 145 автомобилей Silver Spirit (96) и 802 автомобиля Silver Spur (96).
- Park Ward Limousine (1996—1999)

Замена модели Touring Limousine. В отличие от неё имел вставки на кузове между передними и задними дверями. Всего было изготовлено 52 автомобиля.
- Silver Spur Division (1997—1999) и Silver Spur Non Division (1998)

Версии модели Silver Spur с увеличенной колёсной базой и с перегородкой между водителем и пассажирами (Division) или без неё (Non Division). Всего было сделано 39 экземпляров модели Silver Spur Division и 20 автомобилей Silver Spur Non Division.
- Silver Spur Armoured (1999)

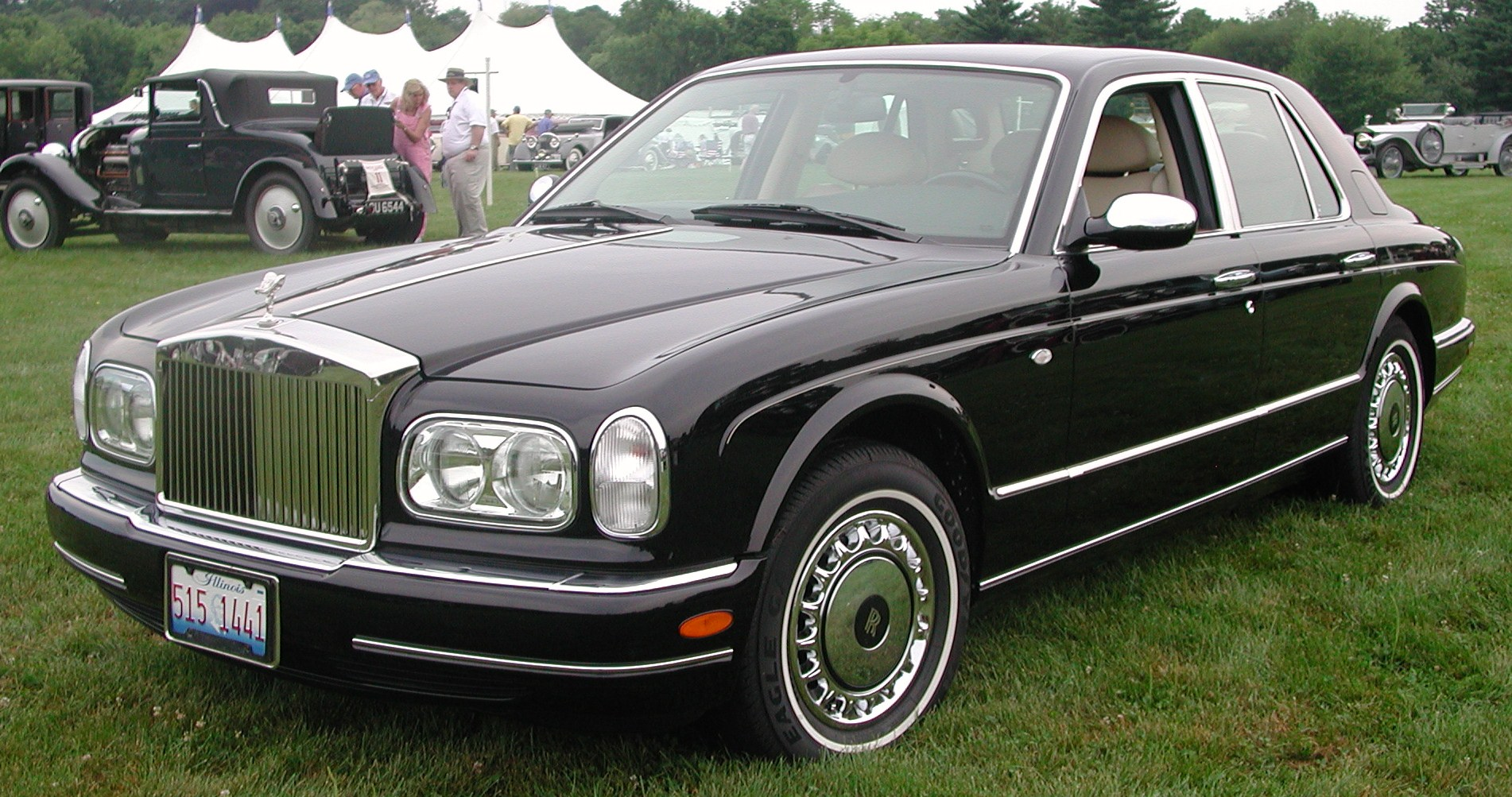
1999 Rolls-Royce Silver Seraph

Бронированная версия модели. Всего был изготовлен один автомобиль.
- Silver Seraph (1998—2001)

Последний автомобиль, который собирался на заводе в Кру. Фактически первая новая модель фирмы с тех пор как более 30 лет назад был запущен Silver Shadow. Разрабатывался в сотрудничестве с концерном BMW и оснащался их производства 5,4-литровым V-образным двенадцатицилиндровым двигателем. Всего было изготовлено 1570 автомобилей.
- Silver Seraph Park Ward (2000—2002)

Версия модели Silver Seraph с удлинённой на 250 миллиметров колёсной базой. Всего было сделано 127 автомобилей.
- Corniche (2000—2002)

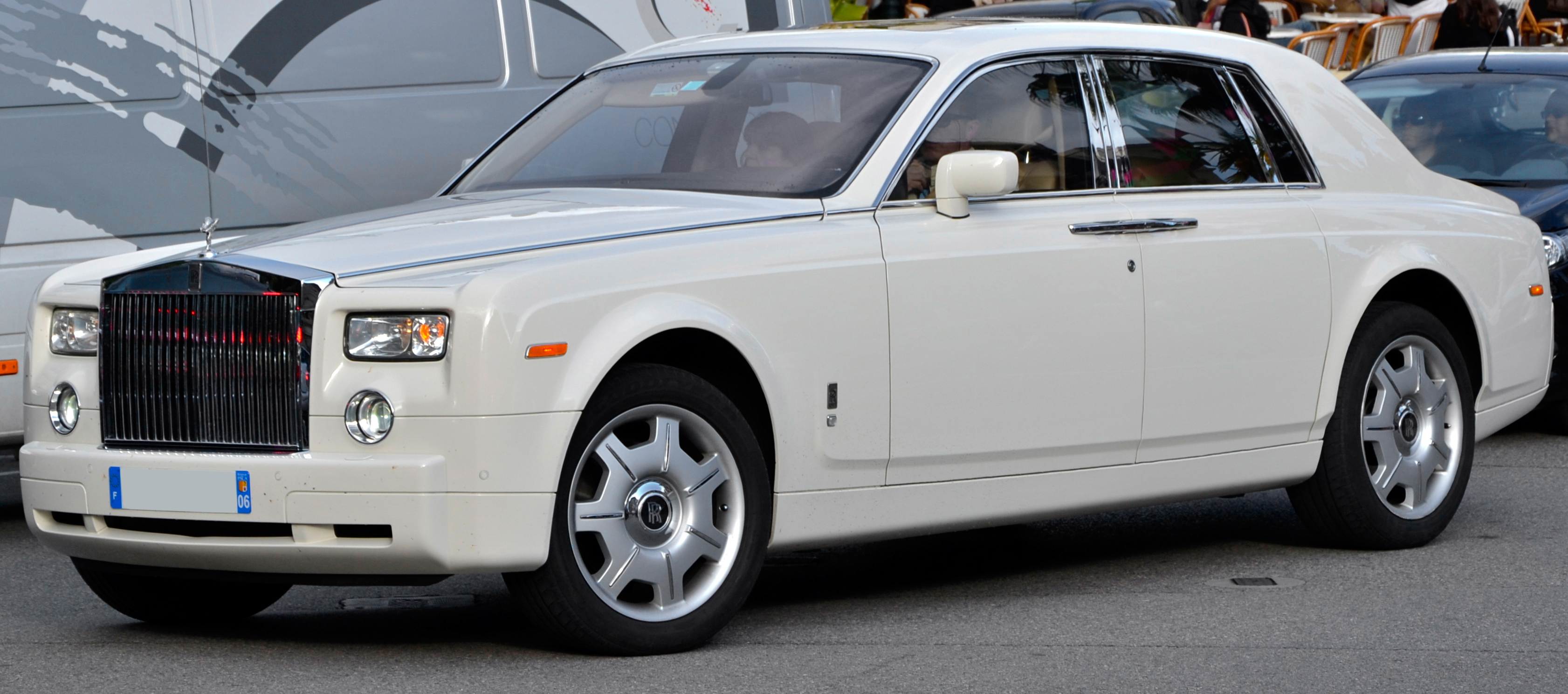
Rolls-Royce Phantom VII

Первый Rolls-Royce нового тысячелетия, открытая версия модели Silver Seraph, использующая V-образный восьмицилиндровый двигатель. Всего было изготовлено 374 автомобиля.
- Phantom VII (2003—2017)[17]

Начало новой эры и возвращение знаменитой модели с V-образным двенадцатицилиндровым двигателем. Это был первый Rolls-Royce созданный после того, как фирма стала частью концерна BMW. Автомобиль производился на новом заводе в Гудвуде.

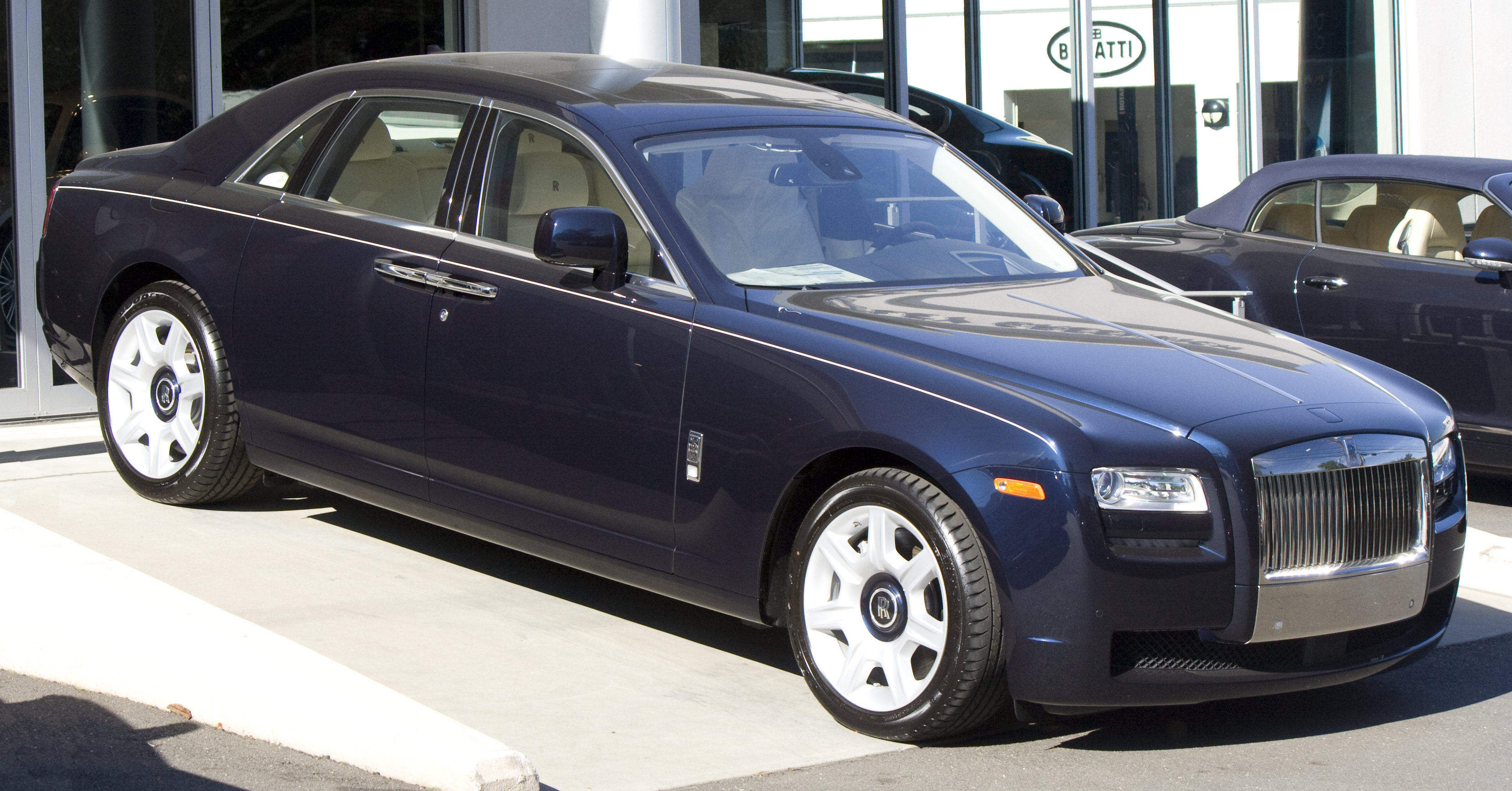
Rolls-Royce Ghost

- Phantom Drophead Coupe (2007—2016)[18]

Созданный на базе модели Phantom VII двухдверный четырёхместный кабриолет
- Phantom Coupe (2008—2016)[18]

Двухдверное четырёхместное купе на базе модели Phantom VII
- Ghost (2010—н. в.)

Новый автомобиль со старым именем оснащается V-образным двенадцатицилиндровым двигателем рабочим объёмом 6,6 литров мощностью 563 л. с. Модель разгоняется до 96,5 км/ч (60 миль в час) за 4,8 секунды и развивает максимальную скорость 250 км/ч.
- Wraith (2013—н. в.)

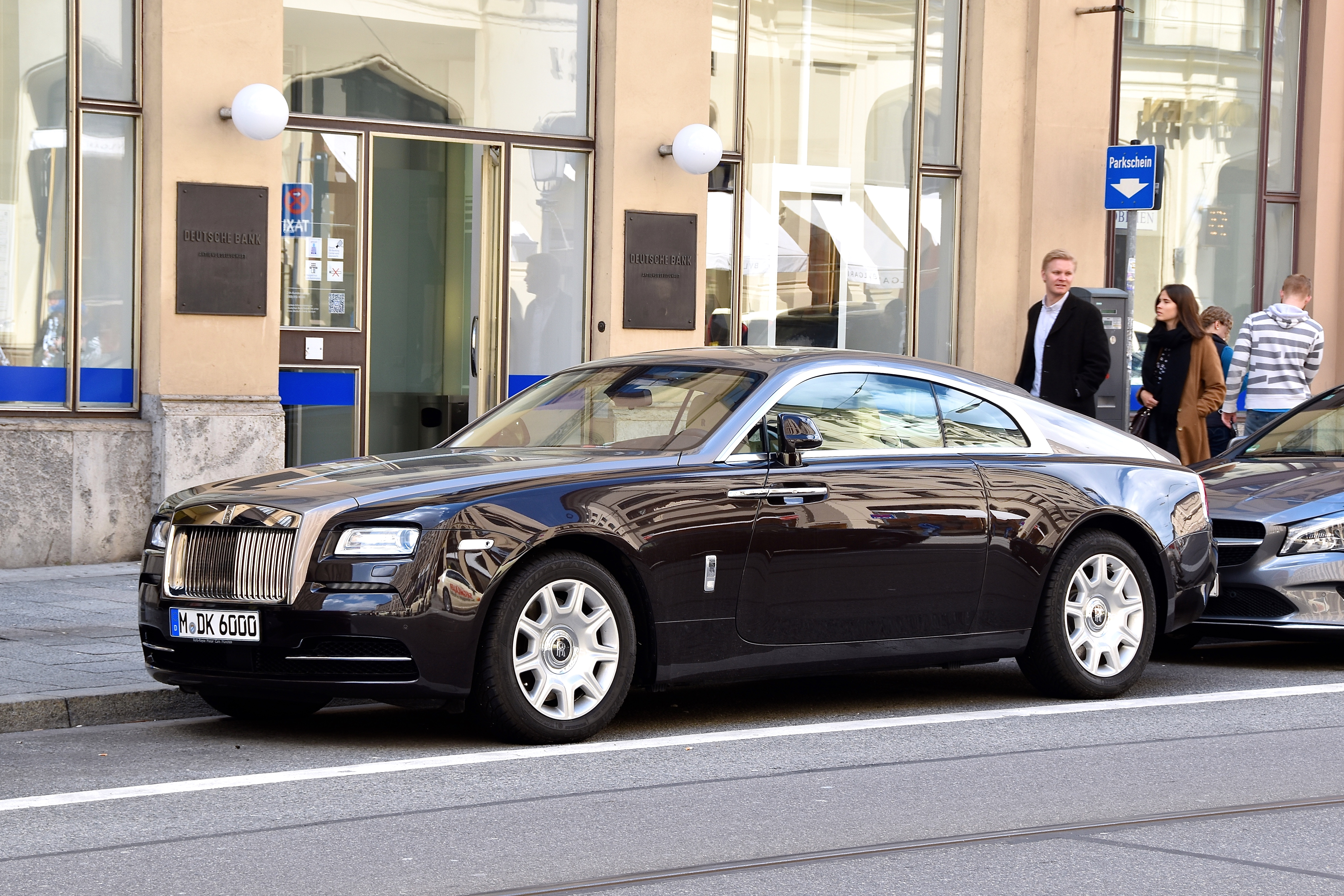
Rolls-Royce Wraith

Элегантный фастбэк имеет самый мощный, из когда-либо устанавливаемых на автомобили марки, V-образный двенадцатицилиндровый двигатель в 624 л. с., способный разогнать автомобиль до 100 км/ч за 4,6 секунды.
- Dawn (2015—н. в.)

Модель не является открытой версией Wraith, у нового четырёхместного кабриолета 80 % кузовных деталей новые. Он оснащается V-образным двенадцатицилиндровым двигателем мощностью 563 л. с.
- Phantom VIII[англ.] (2017—н. в.)

В полностью новом автомобиле его создатели постарались сохранить фирменные черты, генетический код предыдущих поколений модели Phantom. Сердцем автомобиля является новый 6,75-литровый V-образный двенадцатицилиндровый двигатель мощностью 563 л. с.
- Cullinan (2018—н. в.)

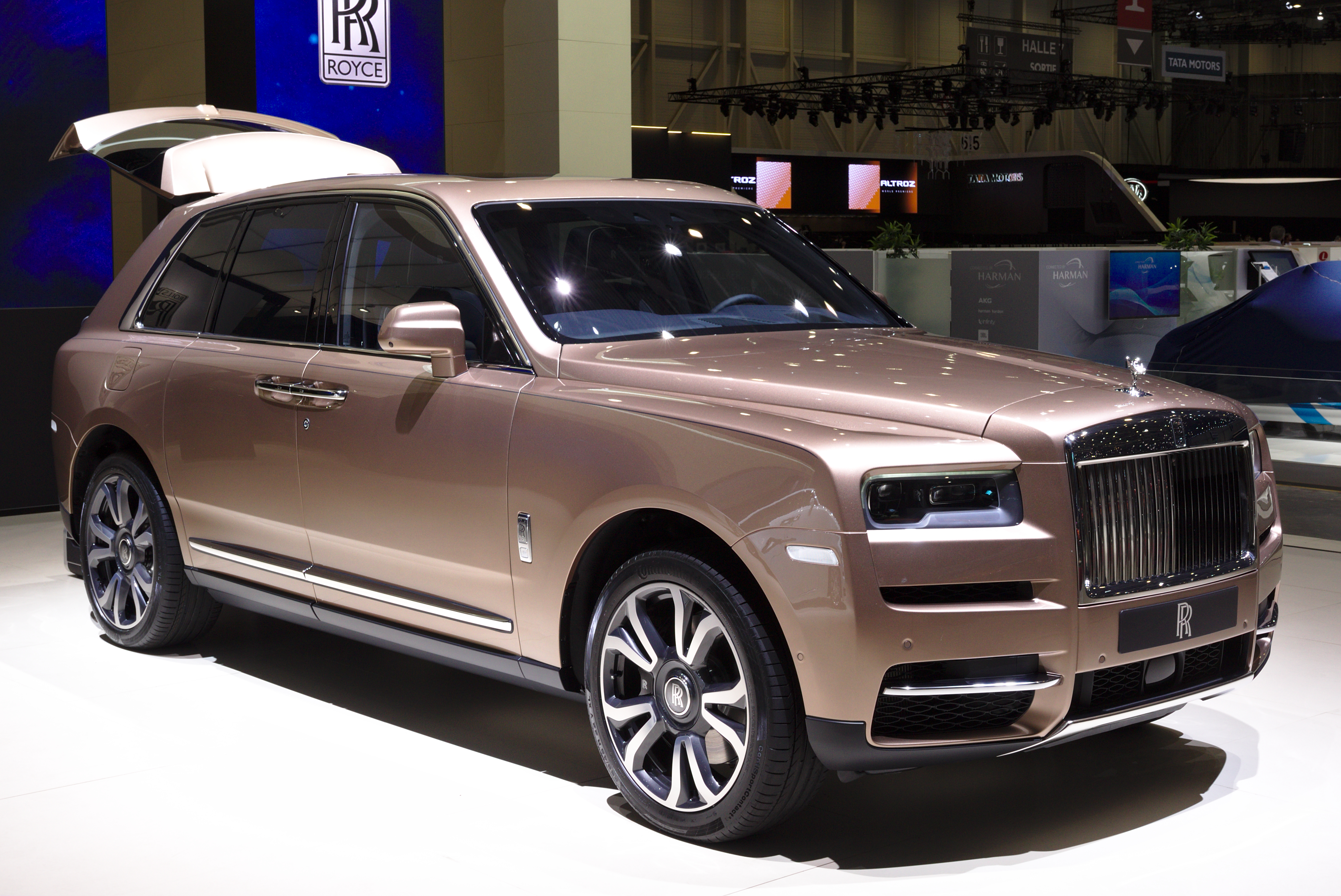
Rolls-Royce Cullinan

Первый в истории компании Rolls-Royce внедорожник, базируется на алюминиевой платформе Aluminium-Spaceframe Architektur (ASF) с интегрированной рамой, на которой также построен Rolls-Royce Phantom. Двигатель серии N74 6.75 л V12 мощностью 571 л. с. Крутящий момент — 800 Нм, 8-ступенчатая АКПП ZF и постоянный полный привод. Длина автомобиля превышает 5 метров, но при этом автомобиль короче, чем Rolls-Royce Phantom.